# Mandela: Long Walk to Freedom
Mandela: Long Walk to Freedom (bra: Mandela, ou Mandela: O Caminho para a Liberdade; prt: Mandela: Longo Caminho para a Liberdade) é um filme britano-sul-africano de 2013, do gênero drama histórico-biográfico, dirigido por Justin Chadwick, com roteiro de William Nicholson baseado na autobiografia Long Walk to Freedom, de Nelson Mandela.

## Sinopse
Conta a vida de Nelson Mandela, sua educação e os 27 anos de prisão antes de se tornar presidente da África do Sul e trabalhar para reconstruir a sociedade segregada do país.

## Elenco
- Idris Elba como Nelson Mandela (idoso)
  - Atandwa Kani como Nelson Mandela (aos 16–23 anos)
  - Siza Pini como Nelson Mandela (aos 7–9 anos)
- Naomie Harris como Winnie Madikizela
- Tony Kgoroge como Walter Sisulu
- S'Thandiwe Kgoroge como Albertina Sisulu
- Riaad Moosa como Ahmed Kathrada
- Zolani Mkiva como Raymond Mhlaba
- Simo Mogwaza como Andrew Mlangeni
- Tshallo Sputla Chokwe como Oliver Tambo
- Fana Mokoena como Govan Mbeki
- James Cunningham como George Bizos
- Thapelo Mokoena como Elias Motsoaledi
- Jamie Bartlett como James Gregory
- Deon Lotz como Kobie Coetzee
- Terry Pheto como Evelyn Mase
- Sello Maake  como Albert Lutuli
- Gys de Villiers como F. W. de Klerk
- Zenzo Ngqobe como Patrick Lekota
- Carl Beukes como Niel Barnard
- A.J. van der Merwe como Fanie van der Merwe
- Nomfusi Gotyana como Miriam Makeba
- Andre Jacobs como Bram Fischer
- Louis van Niekerk como Quartus de Wet
- Adam Neill como Percy Yutar
- Lindiwe Matshikiza como Zindzi Mandela (aos 28–32 anos)
  - Refilwe Charles como Zindzi Mandela  (aos 8–12 anos)
- Semuhle Shangasi como Zenani Mandela (aos 28–32 anos)
  - Khumbuzile Maphumulo como Zenani Mandela (aos 8–12 anos)
- John Herbert como Arthur Goldreich

## Produção
O produtor Anant Singh começou a trabalhar no projeto depois de entrevistar Mandela enquanto ele ainda estava preso duas décadas antes. Após a publicação da autobiografia de Mandela, Singh recebeu os direitos da adaptação cinematográfica, que foi completada dezesseis anos depois pelo roteirista William Nicholson. O filme foi dirigido por Justin Chadwick.

### Música
Para o filme, a banda U2 ainda fez uma música chamada "Ordinary Love". Os primeiros que puderam ouvir um trecho curto da música foram os assinantes na página oficial da banda.

## Lançamento
O filme estreou mundialmente no Festival Internacional de Cinema de Toronto em 7 de setembro de 2013. Foi lançado em 28 de novembro de 2013 na África do Sul e em 3 de janeiro de 2014 no Reino Unido, uma semana antes e um mês após a morte de Mandela, respectivamente.
Long Walk to Freedom estreou em 5 de dezembro de 2013 durante a Royal Film Performance, em Londres, onde o Duque e a Duquesa de Cambridge estiveram presentes, junto com as filhas de Mandela, Zindzi e Zenani. O anúncio da morte de Nelson Mandela ocorreu enquanto o filme estava em exibição nos cinemas; o Duque e a Duquesa foram imediatamente informados do falecimento de Mandela, enquanto o produtor Anant Singh (ao lado de Idris Elba) subiu ao palco durante os créditos finais para comunicar a notícia, e realizou um momento de silêncio. O príncipe William fez curtos comentários à imprensa ao sair do teatro, dizendo: "é uma notícia extremamente triste e trágica". Ainda, afirmou que Nelson Mandela foi uma figura "extraordinária e inspiradora". "Meus pensamentos e minhas orações estão atualmente com ele e com sua família". O filme foi temporariamente retirado dos cinemas na África do Sul no dia seguinte por respeito, mas voltou a ser exibido em 7 de dezembro de 2013.

## Prêmios
| Prêmios                      | Prêmios                                                | Prêmios                             | Prêmios                     |
| Prêmio                       | Categoria                                              | Nome                                | Resultado                   |
| ---------------------------- | ------------------------------------------------------ | ----------------------------------- | --------------------------- |
| Oscar 2014                   | Melhor canção original                                 | "Ordinary Love" (U2 e Danger Mouse) | Indicado                    |
| ABFF Hollywood Awards        | Artista do ano                                         | Idris Elba                          | Indicado[carece de fontes?] |
| Globo de Ouro 2014           | Melhor ator em filme dramático                         | Idris Elba                          | Indicado                    |
| Globo de Ouro 2014           | Melhor trilha sonora original                          | Alex Heffes                         | Indicado                    |
| Globo de Ouro 2014           | Melhor canção original – Filme                         | "Ordinary Love" (U2 e Danger Mouse) | Venceu                      |
| Critics' Choice Awards 2014  | Melhor canção                                          | [ qual? ]                           | Indicado                    |
| Motion Picture Sound Editors | Melhor Edição de Som: Nota musical numa longa-metragem | Lewis Morison                       | Indicado                    |